# Oasis Live '25
Oasis Live '25 Tour es una gira musical en curso de la banda de rock inglesa Oasis. Se anunció el 27 de agosto de 2024, dos días antes del 30.° aniversario del álbum debut de la banda, Definitely Maybe. Son las primeras apariciones en vivo de Oasis desde que se separaron en 2009. Inicialmente, se anunciaron diecisiete fechas en cinco ciudades del Reino Unido e Irlanda, incluidas cinco fechas en el Estadio de Wembley en Londres y Heaton Park en Mánchester. Se anunciaron tres fechas adicionales el 29 de agosto de 2024 debido a la gran demanda. El anuncio de la gira provocó que seis de las obras de Oasis volvieran a ingresar a las listas de éxitos del Reino Unido, incluida «Live Forever», que llegó a superar su lanzamiento original.
Los boletos de venta general se lanzaron el 31 de agosto de 2024 y los usuarios informaron largos tiempos de espera, mensajes de error 503, ser confundidos con bots, frustraciones con precios dinámicos, tiempos de compra limitados y tarifas altas para revendedores. Para satisfacer la demanda, Oasis anunció múltiples fechas de conciertos adicionales en el Reino Unido e Irlanda, seguidas de fechas en América del Norte, Asia, Australia y América del Sur, para las que no se utilizaron precios dinámicos. Los actos de apoyo para la gira incluyen a Cast, Richard Ashcroft, Cage the Elephant y Ball Park Music.

## Antecedentes
Oasis se formó en Mánchester en 1991 y se convirtió en una de las bandas definitorias de la era del britpop y una de las bandas más grandes del mundo, lanzando siete álbumes en las décadas de 1990 y 2000. Sus miembros constantes, los hermanos Liam Gallagher y Noel Gallagher, tuvieron una relación tempestuosa. Los hermanos se separaron amargamente en 2009 durante su gira Dig Out Your Soul Tour, entre una aparición en el V Festival y una actuación programada en Rock en Seine en París el 28 de agosto de 2009. Después de que el grupo se disolvió, los hermanos Gallagher formaron cada uno su propia banda, Beady Eye y Noel Gallagher's High Flying Birds, mientras se insultaban regularmente entre sí en la prensa.

## Anuncio inicial y reacciones
En 2024, cerca del 30.° aniversario del álbum debut de Oasis, Definitely Maybe, creció la especulación de que los hermanos se reunirían. Al principio, Liam negó las historias, aunque con el tiempo sus tuits se volvieron más abiertos. El 27 de agosto, dos días antes del aniversario de Definitely Maybe, la banda anunció una serie de fechas en el Reino Unido e Irlanda entre el 4 de julio y el 17 de agosto de 2025, incluidas cinco fechas cada una en el Estadio de Wembley en Londres y Heaton Park en Mánchester. Un comunicado de prensa afirmó que la banda planeaba visitar otros continentes fuera de Europa a finales de ese año. Se anunciaron tres fechas posteriores para el 16 de julio, el 30 de julio y el 12 de agosto debido a la gran demanda.
Gran parte de la reacción de los medios se centró en la relación de los Gallagher, en aumentar las probabilidades de conseguir entradas y en si las fanes femeninas más jóvenes merecían estar allí. El último de estos llevó a la hija de Noel, Anaïs Gallagher, a acusar a algunos fanáticos de discriminación por edad y sexismo. Alexis Petridis sugirió que la reunión de los hermanos podría haberse precipitado por el divorcio de Noel de su esposa, que le había costado £20 millones. Sacha Lord, asesor económico de la vida nocturna de Mánchester, expresó su agradecimiento por el hecho de que la reunión podría aportar 15 millones de libras a la región. La cadena Maldron Hotel de Mánchester fue acusada de cancelar reservas para revender habitaciones a precios inflados, lo que les llevó a afirmar que las habitaciones estaban sobrevendidas. Live Nation UK recibió críticas de activistas de la vivienda y políticos en Edimburgo por programar las fechas de ese país durante el festival Edinburgh Fringe, ya que los hoteles y Airbnb de la ciudad ya estaban al límite de su capacidad durante su duración.
Algunos sintieron que el regreso de la banda fue un retroceso no deseado a los años 90. Ashley Davies, de The Independent, sugirió que los fanáticos preocupados por las agresiones entre los Gallagher deberían centrar su atención en las agresiones de los hombres a las mujeres, ya que la época era conocida por su lad culture (un comportamiento colectivo grosero de hombres jóvenes en el Reino Unido e Irlanda, en particular los de edad universitaria). Simon Price, de The Guardian, calificó a Oasis como «la fuerza cultural pop más dañina de la historia británica reciente». Barbara Ellen, del mismo periódico, escribió el 31 de agosto que, en los cuatro días anteriores, la banda había sido «castigada por todo, desde malos cortes de pelo y de fanes de mediana edad en 'multitudes [como las] de fútbol' con parkas y sombreros de pescador que caminan de forma extraña, hasta groserías, sexismo, la desaparición de la cultura musical de los años 90 y la propagación del masculinismo como un virus». Ella describió la gira como «la reunión de banda más controvertida desde el Filthy Lucre Tour de los Sex Pistols de 1996». Brendan O'Neill escribió en Spiked que dio la bienvenida a la reunión debido a lo que percibía como el predominio de artistas de clase media con puntos de vista conformistas, como The 1975.
El 30 de agosto, Time Flies… 1994–2009, (What's the Story) Morning Glory?, y Definitely Maybe volvieron a ingresar a la lista de álbumes del Reino Unido en los números 3, 4 y 5, respectivamente, y «Don't Look Back in Anger», «Wonderwall» y «Live Forever» volvieron a ingresar a la lista de sencillos del Reino Unido en los números 16, 17 y 19, respectivamente. Time Flies y Morning Glory pasaron una semana más en esas posiciones, mientras que Definitely Maybe alcanzó el puesto número uno la semana siguiente debido a un relanzamiento por el 30.° aniversario; además, «Live Forever», «Don't Look Back In Anger» y «Wonderwall» alcanzaron los puestos 8, 9 y 11, respectivamente. La nueva posición en el chart de «Live Forever» constituyó un nuevo pico para la canción, ya que solo había logrado el número 10 en su lanzamiento original.

## Ventas y fechas posteriores
Entre las 19:00 y las 22:00 horas del 30 de agosto de 2024, se pusieron a la venta entradas seleccionadas durante una preventa, con asientos que se vendían por entre £73 y £205, entradas de pie por alrededor de £150 y paquetes prémium que costaban hasta £506. Estas entradas salieron a la venta a través de una votación, en la que se preguntó a los fanes cuántas veces habían visto a la banda y se les pidió que identificaran el nombre del baterista original de la banda, Tony McCarroll. Todos los códigos de preventa se habían asignado a las 14:30 de ese día. A los pocos minutos de salir a la venta estas entradas, los sitios web de preventa las vendían por varios miles de libras; las entradas para su espectáculo del 26 de julio se vendían por 6000 libras, lo que provocó respuestas de la banda y de la empresa de reventa Viagogo. Las entradas para la venta general para los conciertos en Irlanda se pusieron a la venta a las 08:00 BST del 31 de agosto de 2024, mientras que las ventas para los conciertos en Gran Bretaña se abrieron una hora más tarde. Las ventas fueron manejadas por Ticketmaster, Gigs and Tours y See Tickets, mientras que las reventas fueron manejadas por Ticketmaster y Twickets. La gira fue promocionada por SJM Concerts, MCD Promotions y DF Concerts, todos los cuales tenían vínculos con la empresa matriz de Ticketmaster, Live Nation Entertainment. A las 13:23 del día de la venta pública, Ticketmaster Ireland anunció que sus conciertos en Dublín se habían agotado, y a las 19:00, Oasis tuiteó que todas las entradas se habían agotado.
Algunos usuarios informaron que tenían más de un millón de personas delante de ellos en la cola, y otros informaron que estaban esperando en una «cola para la cola». Algunos usuarios también informaron mensajes de error 503 y que fueron confundidos con bots. Ticketmaster recibió críticas por vender entradas denominadas In Demand y Official Platinum a precios dinámicos inflados, una práctica que defendieron; Josh Halliday de The Guardian informó que tuvo solo diez segundos para tomar su decisión de compra. Como resultado de las quejas de los usuarios sobre sus experiencias, #shambles («#ruinas») comenzó a ser tendencia en Twitter y varios cientos de fanáticos se quejaron ante la Autoridad de Normas Publicitarias. Twickets también recibió críticas por sus altas tarifas de reventa, lo que llevó a su fundador a anunciar que limitarían sus tarifas al menor de los siguientes valores: «10% + una tarifa transaccional del 1%» o £25. El 1 de septiembre, Loudersound informó que había dos asientos con descuento para su concierto del 26 de julio disponibles en Viagogo por 23 603 libras cada uno, y el gobierno del Reino Unido anunció que investigaría la práctica de precios dinámicos. Tres días después, la banda anunció dos fechas adicionales en el Estadio Wembley que tendrían venta de entradas solo para invitados, y al día siguiente, la Autoridad de Competencia y Mercados lanzó su propia investigación sobre si Ticketmaster violó la ley. A finales de octubre, los promotores de la banda anunciaron que cancelarían más de 50.000 entradas y las volverían a poner a la venta a su valor nominal a través de Ticketmaster.
El 26 de septiembre, NME reveló planes para extender la gira a ciudades de América, Asia y Oceanía; las fechas de América del Norte se confirmaron cuatro días después, mientras que las fechas de Australia se confirmaron el 8 de octubre. Junto con el anuncio de las fechas en Norteamérica, el management de la banda también confirmó en un comunicado que no implementarían el sistema de precios dinámicos de Ticketmaster para esos shows en un intento de evitar que se repita lo que sucedió con los shows en el Reino Unido e Irlanda. Cage the Elephant fue anunciado como su acto de apoyo dos días después. Tras su lanzamiento el 4 de octubre, todas las fechas en Norteamérica se agotaron en una hora. El 13 de octubre, The Independent afirmó que Richard Ashcroft y Cast apoyarían a la banda en su gira por el Reino Unido e Irlanda, primero Cast, aunque estos no se confirmaron hasta el 21 y el 28 de octubre respectivamente. El 4 de noviembre, comenzaron a aparecer anuncios en ciudades de América del Sur junto con una publicación en las redes sociales oficiales de la banda, adelantando un anuncio oficial para el día siguiente. Fechas en Buenos Aires, Santiago de Chile y São Paulo fueron anunciadas oficialmente el 5 de noviembre.

## Lista de canciones
| Reino Unido e Irlanda |                                     |          |  |
| N.º                   | Título                              | Duración |  |
| 1.                    | «Fuckin' in the Bushes (cinta)»     |          |  |
| 2.                    | «Hello»                             |          |  |
| 3.                    | «Acquiese»                          |          |  |
| 4.                    | «Morning Glory»                     |          |  |
| 5.                    | «Some Might Say»                    |          |  |
| 6.                    | «Bring It On Down»                  |          |  |
| 7.                    | «Cigarettes & Alcohol»              |          |  |
| 8.                    | «Fade Away»                         |          |  |
| 9.                    | «Supersonic»                        |          |  |
| 10.                   | «Roll with It»                      |          |  |
| 11.                   | «Talk Tonight»                      |          |  |
| 12.                   | «Half the World Away»               |          |  |
| 13.                   | «Little by Little»                  |          |  |
| 14.                   | «D'You Know What I Mean?»           |          |  |
| 15.                   | «Stand by Me»                       |          |  |
| 16.                   | «Cast No Shadow»                    |          |  |
| 17.                   | «Slide Away»                        |          |  |
| 18.                   | «Whatever»                          |          |  |
| 19.                   | «Live Forever»                      |          |  |
| 20.                   | «Rock 'n' Roll Star»                |          |  |
| 21.                   | «The Masterplan (Encore)»           |          |  |
| 22.                   | «Don't Look Back in Anger (Encore)» |          |  |
| 23.                   | «Wonderwall (Encore)»               |          |  |
| 24.                   | «Champagne Supernova (Encore)»      |          |  |

## Fechas
| Fecha                           | Ciudad                          | País                            | Lugar                                    | Telonero(s)                     | Asistencia                      | Ingresos                        |
| Etapa 1 — Reino Unido e Irlanda | Etapa 1 — Reino Unido e Irlanda | Etapa 1 — Reino Unido e Irlanda | Etapa 1 — Reino Unido e Irlanda          | Etapa 1 — Reino Unido e Irlanda | Etapa 1 — Reino Unido e Irlanda | Etapa 1 — Reino Unido e Irlanda |
| ------------------------------- | ------------------------------- | ------------------------------- | ---------------------------------------- | ------------------------------- | ------------------------------- | ------------------------------- |
| 4 de julio de 2025              | Cardiff                         | Gales                           | Millennium Stadium                       | Cast Richard Ashcroft           | -                               | -                               |
| 5 de julio de 2025              | Cardiff                         | Gales                           | Millennium Stadium                       | Cast Richard Ashcroft           | -                               | -                               |
| 11 de julio de 2025             | Mánchester                      | Inglaterra                      | Heaton Park                              | Cast Richard Ashcroft           | -                               | -                               |
| 12 de julio de 2025             | Mánchester                      | Inglaterra                      | Heaton Park                              | Cast Richard Ashcroft           | -                               | -                               |
| 16 de julio de 2025             | Mánchester                      | Inglaterra                      | Heaton Park                              | Cast Richard Ashcroft           | -                               | -                               |
| 19 de julio de 2025             | Mánchester                      | Inglaterra                      | Heaton Park                              | Cast Richard Ashcroft           | -                               | -                               |
| 20 de julio de 2025             | Mánchester                      | Inglaterra                      | Heaton Park                              | Cast Richard Ashcroft           | -                               | -                               |
| 25 de julio de 2025             | Londres                         | Inglaterra                      | Estadio de Wembley                       | Cast Richard Ashcroft           | -                               | -                               |
| 26 de julio de 2025             | Londres                         | Inglaterra                      | Estadio de Wembley                       | Cast Richard Ashcroft           | -                               | -                               |
| 30 de julio de 2025             | Londres                         | Inglaterra                      | Estadio de Wembley                       | Cast Richard Ashcroft           | -                               | -                               |
| 2 de agosto de 2025             | Londres                         | Inglaterra                      | Estadio de Wembley                       | Cast Richard Ashcroft           | -                               | -                               |
| 3 de agosto de 2025             | Londres                         | Inglaterra                      | Estadio de Wembley                       | Cast Richard Ashcroft           | -                               | -                               |
| 8 de agosto de 2025             | Edimburgo                       | Escocia                         | Estadio Murrayfield                      | Cast Richard Ashcroft           | -                               | -                               |
| 9 de agosto de 2025             | Edimburgo                       | Escocia                         | Estadio Murrayfield                      | Cast Richard Ashcroft           | -                               | -                               |
| 12 de agosto de 2025            | Edimburgo                       | Escocia                         | Estadio Murrayfield                      | Cast Richard Ashcroft           | -                               | -                               |
| 16 de agosto de 2025            | Dublín                          | Irlanda                         | Croke Park                               | Cast Richard Ashcroft           | -                               | -                               |
| 17 de agosto de 2025            | Dublín                          | Irlanda                         | Croke Park                               | Cast Richard Ashcroft           | -                               | -                               |
| Etapa 2 — América del Norte     |                                 |                                 |                                          |                                 |                                 |                                 |
| 24 de agosto de 2025            | Toronto                         | Canadá                          | Rogers Stadium                           | Cage the Elephant               | -                               | -                               |
| 25 de agosto de 2025            | Toronto                         | Canadá                          | Rogers Stadium                           | Cage the Elephant               | -                               | -                               |
| 28 de agosto de 2025            | Chicago                         | Estados Unidos                  | Soldier Field                            | Cage the Elephant               | -                               | -                               |
| 31 de agosto de 2025            | East Rutherford                 | Estados Unidos                  | MetLife Stadium                          | Cage the Elephant               | -                               | -                               |
| 1 de septiembre de 2025         | East Rutherford                 | Estados Unidos                  | MetLife Stadium                          | Cage the Elephant               | -                               | -                               |
| 6 de septiembre de 2025         | Pasadena                        | Estados Unidos                  | Rose Bowl Stadium                        | Cage the Elephant               | -                               | -                               |
| 7 de septiembre de 2025         | Pasadena                        | Estados Unidos                  | Rose Bowl Stadium                        | Cage the Elephant               | -                               | -                               |
| 12 de septiembre de 2025        | Ciudad de México                | México                          | Estadio GNP Seguros                      | Cage the Elephant               | -                               | -                               |
| 13 de septiembre de 2025        | Ciudad de México                | México                          | Estadio GNP Seguros                      | Cage the Elephant               | -                               | -                               |
| Etapa 3 — Reino Unido           |                                 |                                 |                                          |                                 |                                 |                                 |
| 27 de septiembre de 2025        | Londres                         | Inglaterra                      | Estadio de Wembley                       | Cast Richard Ashcroft           | -                               | -                               |
| 28 de septiembre de 2025        | Londres                         | Inglaterra                      | Estadio de Wembley                       | Cast Richard Ashcroft           | -                               | -                               |
| Etapa 4 — Corea del Sur y Japón |                                 |                                 |                                          |                                 |                                 |                                 |
| 21 de octubre de 2025           | Goyang                          | Corea del Sur                   | Estadio de Goyang                        | TBA                             | -                               | -                               |
| 25 de octubre de 2025           | Tokio                           | Japón                           | Tokyo Dome                               | TBA                             | -                               | -                               |
| 26 de octubre de 2025           | Tokio                           | Japón                           | Tokyo Dome                               | TBA                             | -                               | -                               |
| Etapa 5 — Australia             |                                 |                                 |                                          |                                 |                                 |                                 |
| 31 de octubre de 2025           | Melbourne                       | Australia                       | Marvel Stadium                           | Ball Park Music                 | -                               | -                               |
| 1 de noviembre de 2025          | Melbourne                       | Australia                       | Marvel Stadium                           | Ball Park Music                 | -                               | -                               |
| 4 de noviembre de 2025          | Melbourne                       | Australia                       | Marvel Stadium                           | Ball Park Music                 | -                               | -                               |
| 7 de noviembre de 2025          | Sydney                          | Australia                       | Accor Stadium                            | Ball Park Music                 | -                               | -                               |
| 8 de noviembre de 2025          | Sydney                          | Australia                       | Accor Stadium                            | Ball Park Music                 | -                               | -                               |
| Etapa 6 — América del Sur       |                                 |                                 |                                          |                                 |                                 |                                 |
| 15 de noviembre de 2025         | Buenos Aires                    | Argentina                       | Estadio Más Monumental                   | TBA                             | -                               | -                               |
| 16 de noviembre de 2025         | Buenos Aires                    | Argentina                       | Estadio Más Monumental                   | TBA                             | -                               | -                               |
| 19 de noviembre de 2025         | Santiago                        | Chile                           | Estadio Nacional Julio Martínez Prádanos | TBA                             | -                               | -                               |
| 22 de noviembre de 2025         | São Paulo                       | Brasil                          | Estadio Morumbi                          | TBA                             | -                               | -                               |
| 23 de noviembre de 2025         | São Paulo                       | Brasil                          | Estadio Morumbi                          | TBA                             | -                               | -                               |

Notas
1. ↑  Anunciado como Los Ángeles en el material promocional.
2. ↑  Anunciado como Seúl en el material promocional.